# Saman (Iran)
Sāmān (farsi سامان) è il capoluogo della circoscrizione omonima dello shahrestān di Shahr-e Kord, nella provincia di Chahar Mahal e Bakhtiari. 